# أنطونيو كايتانو
أنطونيو كايتانو هو مدرب كرة قدم ولاعب كرة قدم برتغالي في مركز الدفاع، ولد في 5 يوليو 1966 في فييرا في البرتغال. شارك مع منتخب البرتغال تحت 21 سنة لكرة القدم. أما مع النوادي، فقد لعب مع إستريلا دا أمادورا وفيتوريا دي غيماريش ونادي بوافيشتا ونادي بيرا مار ونادي بيلينينسش ونادي فييرينسي.

## وصلات خارجية
- أنطونيو كايتانو على موقع قاعدة بيانات كرة القدم.إي يو (الإنجليزية)